# Pseudomacraspis modesta
Pseudomacraspis modesta är en skalbaggsart som beskrevs av Waterhouse 1881. Pseudomacraspis modesta ingår i släktet Pseudomacraspis och familjen Rutelidae. Inga underarter finns listade i Catalogue of Life.